# Autostrada A17 (Belgio)
L'Autostrada A17 belga parte da Tournai fino ad arrivare a Bruges ed è lunga 67 km.

## Percorso
|      |                                   |        |                |  |  |
| Tipo | Indicazione                       | Uscita | Strada europea |  |  |
|      | Barriera Marquain                 |        |                |  |  |
|      | Templeuve                         | 1      |                |  |  |
|      | Estampuis                         | 2      |                |  |  |
|      | Dottignies (solo carreggiata sud) | 3      |                |  |  |
|      | Mouscron                          | 4      |                |  |  |
|      | Barriera Aalbeke                  |        |                |  |  |
|      | Wevelgem                          | 5      |                |  |  |
|      | Barriera Moorsele                 |        |                |  |  |
|      | Area di servizio "Oekene"         |        |                |  |  |
|      | Roeselare, Rumbeke                | 6      |                |  |  |
|      | Roeselare, Izegem                 | 7      |                |  |  |
|      | Roeselare, Beveren                | 8      |                |  |  |
|      | Lichtervelde                      | 9      |                |  |  |
|      | Torhout                           | 10     |                |  |  |
|      | Ruddervoorde                      | 11     |                |  |  |
|      | Barriera Brugge                   |        |                |  |  |